# Olocausto in Belgio

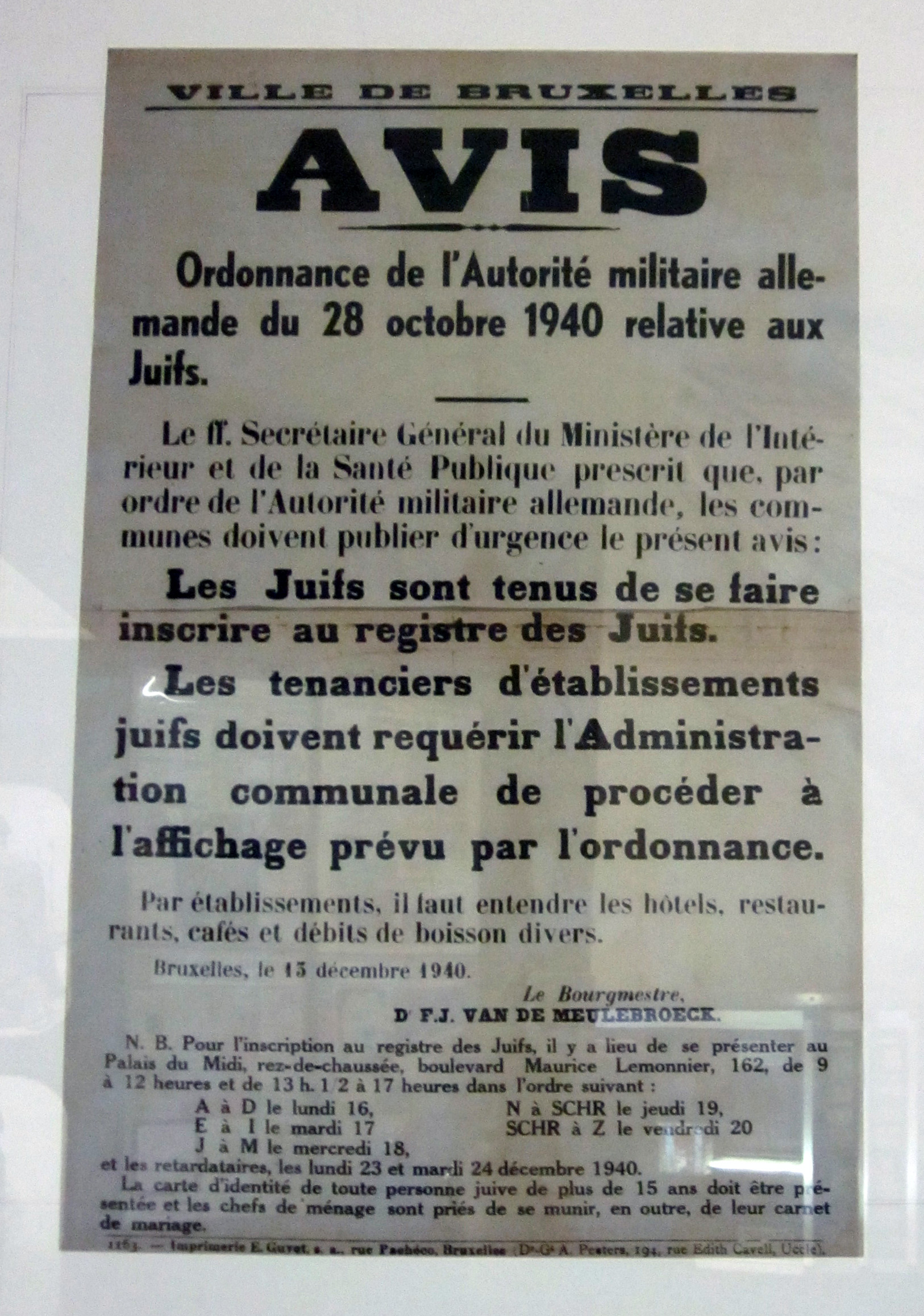
Manifesto in lingua francese che descrive in dettaglio le leggi anti-ebraiche emanate in Belgio il 28 ottobre 1940.

L'Olocausto in Belgio si riferisce agli eventi legati all'espropriazione sistematica, alla deportazione e all'assassinio di ebrei e rom nel Belgio occupato dai nazisti durante la seconda guerra mondiale. Su un popolazione di circa 66.000 ebrei presenti nel maggio 1940, si stima che 28.000 persone furono assassinate durante l'Olocausto.
All'inizio della guerra, la popolazione in Belgio era prevalentemente cattolica. Gli ebrei rappresentavano la più grande popolazione non cristiana del paese, con un numero compreso tra 70.000 e 75.000 persone su una popolazione complessiva di 8 milioni, per lo più residenti nelle città di Anversa, Bruxelles, Charleroi e Liegi. La maggior parte erano immigrati da poco in Belgio per sfuggire alle persecuzioni in Germania e nell'Europa orientale; di conseguenza, solo una piccola minoranza era effettivamente in possesso della cittadinanza belga.
Poco dopo l'invasione nazista del maggio 1940, il governo militare approvò una serie di leggi anti-ebraiche. Il Comitato dei Segretari Generali belga rifiutò fin dall'inizio di cooperare nell'approvazione di qualsiasi misura anti-ebraica, anche il Governo Militare non sembrò disposto ad approvare ulteriori leggi in materia. Il governo tedesco iniziò a sequestrare le attività di proprietà degli ebrei e li costrinse a lasciare le posizioni negli uffici civili. Nell'aprile 1941, senza ordini espliciti dalle autorità tedesche, i collaborazionisti fiamminghi saccheggiarono due sinagoghe ad Anversa e bruciarono la casa del rabbino capo della città durante il pogrom di Anversa.
I tedeschi crearono uno Judenrat nel paese, noto come "Associazione degli ebrei in Belgio" (Association des Juifs en Belgique, AJB), a cui tutti gli ebrei dovettero aderire. Nel 1942 iniziarono le operazioni della soluzione finale, per questo motivo aumentarono le azioni violente nei confronti degli ebrei belgi.
Dal maggio 1942 gli ebrei furono costretti a indossare i distintivi gialli con la stella di David per essere meglio riconoscibili in pubblico. Grazie alla compilazione dei registri da parte dell'AJB, i tedeschi iniziarono a deportare gli ebrei nei campi di concentramento in Polonia. Le persone selezionate dalle liste dovevano presentarsi presso il campo di transito di Mechelen appena istituito; furono poi deportati in treno nei campi di concentramento dell'est, principalmente ad Auschwitz. Tra l'agosto 1942 e il luglio 1944 furono deportati dal Belgio circa 25.500 ebrei e 350 rom e di questi più di 24.000 furono uccisi prima che i campi fossero liberati dagli Alleati.
Dal 1942 crebbe l'opposizione tra la popolazione contro il trattamento riservato agli ebrei in Belgio. Al termine dell'occupazione, era nascosto oltre il 40% della popolazione ebrea in Belgio: molti di loro furono nascosti dai gentili, in particolare sacerdoti e suore cattolici; alcuni furono aiutati dalla Resistenza organizzata, come il Comité de Défense des Juifs (CDJ; "Comitato di difesa ebraica"), che fornì cibo e rifugio agli ebrei nascosti. Nell'aprile 1943, i membri del CDJ attaccarono il convoglio ferroviario n° 20 diretto ad Auschwitz, riuscendo a salvare alcuni dei deportati.

## Contesto storico

### Religione e antisemitismo

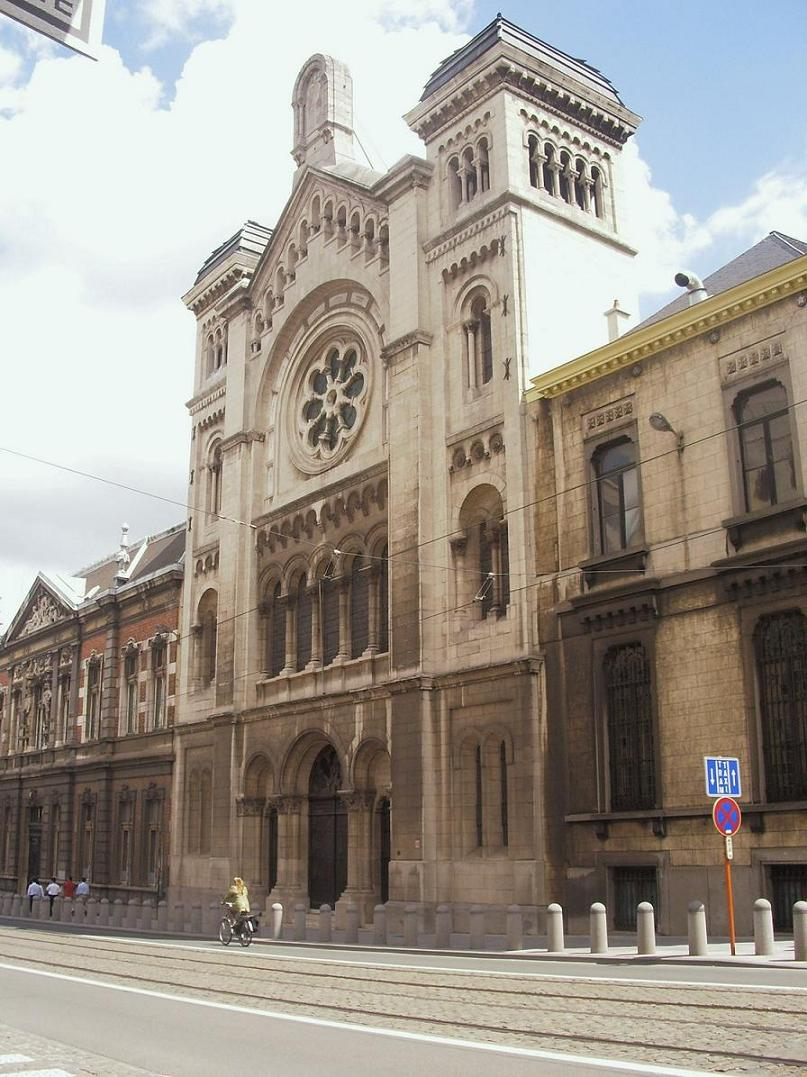
La Grande Sinagoga di Bruxelles, costruita nel 1875.

Prima della guerra la popolazione del Belgio era prevalentemente cattolica. Circa il 98% della popolazione era battezzata e circa l'80% delle cerimonie nuziali si erano svolte secondo la tradizione cattolica, mentre politicamente il paese era governato dal Partito Cattolico.
La popolazione ebraica del Belgio era relativamente esigua: su una popolazione di circa 8 milioni di persone, solo 10.000 ebrei erano presenti nel paese prima della prima guerra mondiale. Il periodo tra le due guerre vide una considerevole immigrazione ebraica in Belgio: nel 1930 la popolazione salì a 50.000 persone e nel 1940 era compresa tra 70.000 e 75.000. La maggior parte dei nuovi immigrati ebrei arrivò dall'Europa orientale e dalla Germania nazista, per sfuggire all'antisemitismo e alla povertà dei loro paesi d'origine. La popolazione rom presente in Belgio nello stesso periodo era di circa 530 persone. Pochi dei migranti ebrei richiesero la cittadinanza belga e molti non parlavano né francese né olandese. Le comunità ebraiche si svilupparono a Charleroi, Liegi, Bruxelles e, soprattutto, ad Anversa, dove viveva più della metà degli ebrei in Belgio.
Il periodo tra le due guerre vide anche l'aumento del consenso per i partiti fascisti: l'Unione Nazionale Fiamminga (Vlaams Nationaal Verbond, VNV) e l'Unione Nazionale di Solidarietà (abbreviata in Verdinaso) nelle Fiandre e il Partito Rexista (abbreviato in Rex) in Vallonia. Entrambi i partiti fiamminghi sostenevano la creazione di un Dietse Natie, un "Grande Stato olandese" etnicamente germanico, dalla quale gli ebrei sarebbero stati chiaramente esclusi. Il Partito Rexista, la cui ideologia si basava sul fascismo cristiano, si rivelò particolarmente antisemita, ma oltre ad esso anche il VNV fece uso di slogan antisemiti per le elezioni del 1938. Tali posizioni furono ufficialmente condannate dalle autorità belghe, ma figure di spicco, tra cui il re Leopoldo III, furono sospettate di avere atteggiamenti antisemiti. Dal giugno 1938, gli immigrati clandestini ebrei arrestati dalla polizia belga furono deportati in Germania, almeno fino agli eventi della notte dei cristalli del novembre 1938. Tra il 1938 e l'inizio della guerra, con l'influenza dei partiti fascisti in Belgio in declino, il paese iniziò ad accettare più rifugiati ebrei, inclusi i 215 del transatlantico St. Louis a cui era stato rifiutato il visto altrove.

### Invasione e occupazione tedesca
Nel periodo tra le due guerre, il Belgio seguì una politica rigorosamente neutrale. Sebbene l'esercito belga fosse stato mobilitato nel 1939, il paese fu coinvolto nella guerra solo dal 10 maggio 1940, quando subì l'invasione della Germania nazista. Dopo una campagna durata 18 giorni, l'esercito belga si arrese il 28 maggio assieme al suo comandante in capo Leopoldo III.
Il Belgio, insieme alla provincia francese del Nord-Passo di Calais, fu raggruppato sotto l'Amministrazione militare del Belgio e della Francia del nord (Militärverwaltung in Belgien und Nordfrankreich) e sottoposto al controllo della Wehrmacht invece che delle autorità del partito nazista o delle SS. Nel luglio 1944, l'amministrazione militare fu sostituita con l'amministrazione civile, la Zivilverwaltung, che durerà fino alla liberazione alleata avvenuta nel settembre 1944, e comporterà una notevole crescita del potere del partito nazista e delle SS, più radicali rispetto all'esercito.

## L'Olocausto

### 1940-1941: prime discriminazioni e persecuzioni

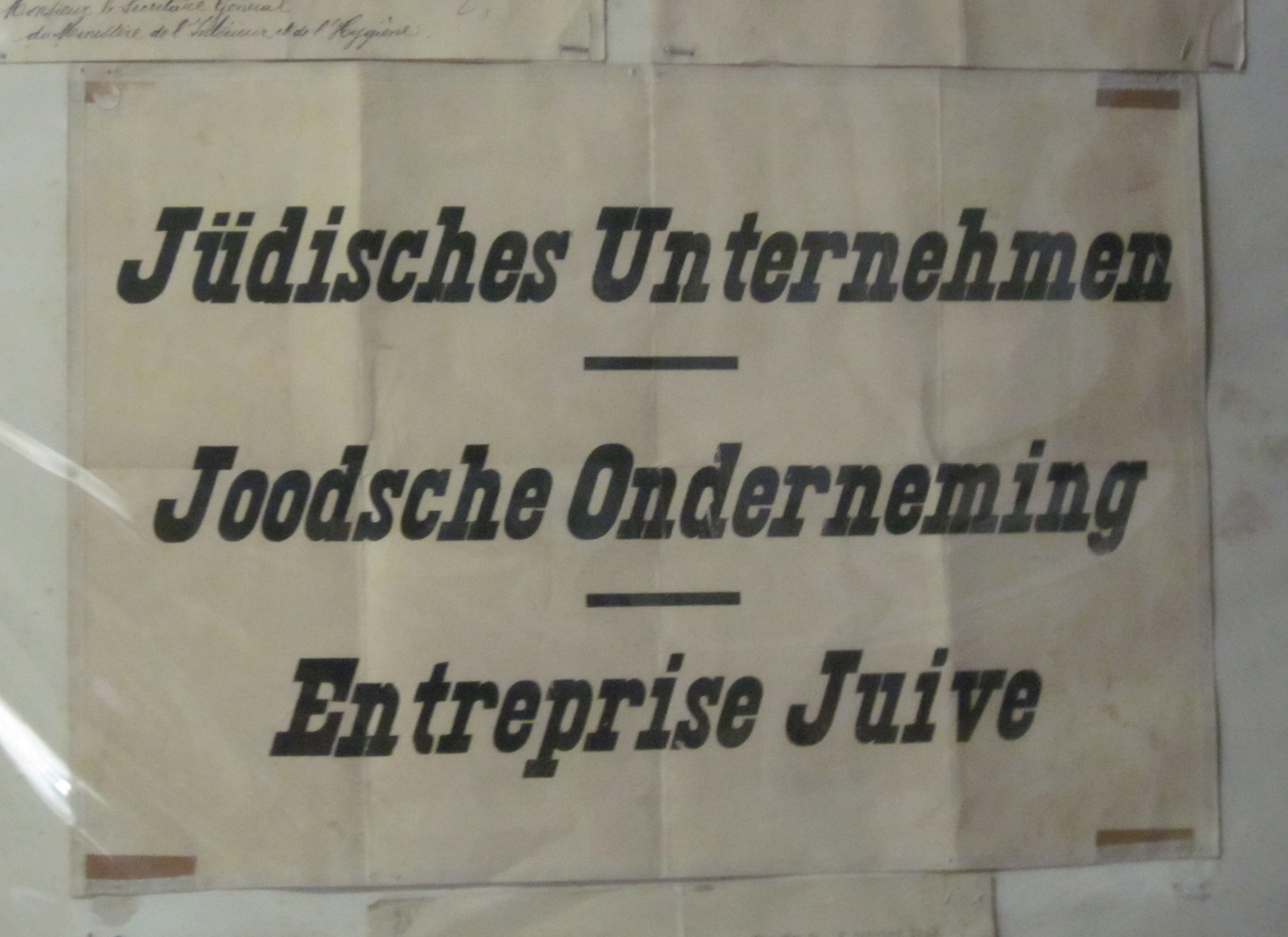
Cartelli multilingue (tedesco, olandese, francese) utilizzati per contrassegnare le attività commerciali ebraiche in Belgio dall'ottobre 1940.

Il 23 ottobre 1940 l'amministrazione militare tedesca adottò per la prima volta una legislazione antiebraica. Queste leggi, simili alle leggi di Norimberga adottate in Germania nel 1935, coincisero con l'adozione di leggi simili nei Paesi Bassi e in Francia. Le nuove norme vietarono agli ebrei di esercitare alcune professioni e istituirono l'obbligo di registrarsi presso il loro comune di appartenenza; nel contempo, l'amministrazione tedesca rese nota la definizione giuridica di chi era considerato ebreo.
I negozi e le attività commerciali di proprietà ebraica dovevano essere contrassegnati da un cartello posto in vetrina e dovettero essere registrati anche i beni economici di proprietà ebraica. A Liegi, già dal giugno 1940 fu stilato un elenco delle imprese ebraiche.
Nel 1940, il governo tedesco iniziò a liquidare le imprese ebraiche secondo il processo dell'arianizzazione: circa 6.300 aziende furono liquidate prima del 1942 e 600 furono arianizzate. Dai sequestri furono raccolti circa 600 milioni di franchi belgi, una quantità comunque minore del previsto. Complessivamente, tra il 28 ottobre 1940 e il 21 settembre 1942, l'amministrazione militare emise 17 ordinanze antiebraiche.

#### Association des Juifs en Belgique
La Association des Juifs en Belgique (AJB) fu uno Judenrat creato dai nazisti con lo scopo di amministrare e controllare la popolazione ebraica del Belgio dal novembre 1941. L'AJB fu gestita da ebrei, ma rimaneva sottoposta al controllo tedesco e agì come una sorta di "ghetto organizzativo", consentendo ai nazisti di trattare gli ebrei belgi in blocco.
L'AJB svolse un ruolo significativo nella registrazione degli ebrei arrivando a contare 43.000 ebrei. Questo numero rappresenta solo la metà della popolazione ebraica complessiva, riflettendo la sfiducia della comunità nei confronti dell'organizzazione; fu la cifra che Adolf Eichmann presentò come il numero complessivo di ebrei in Belgio durante la Conferenza di Wannsee nel gennaio 1942.
Durante le deportazioni, furono arrestati circa 10.000 ebrei affiliati nell'AJB. L'AJB, strettamente controllata da Sicherheitspolizei e Sicherheitsdienst, fu anche responsabile dell'amministrazione del campo di transito di Mechelen, rivestendo un ruolo importante nel persuadere gli ebrei a presentarsi volontariamente per la deportazione. Dal 1942, in seguito all'assassinio di Robert Holzinger, un leader dell'AJB, la fiducia nell'associazione andò scemando sempre più e fu guardata con sempre maggiore sospetto. Nel dopoguerra, i leader dell'AJB furono processati e assolti dall'accusa di complicità nell'Olocausto.

### 1941-1942: radicalizzazione e pogrom di Anversa

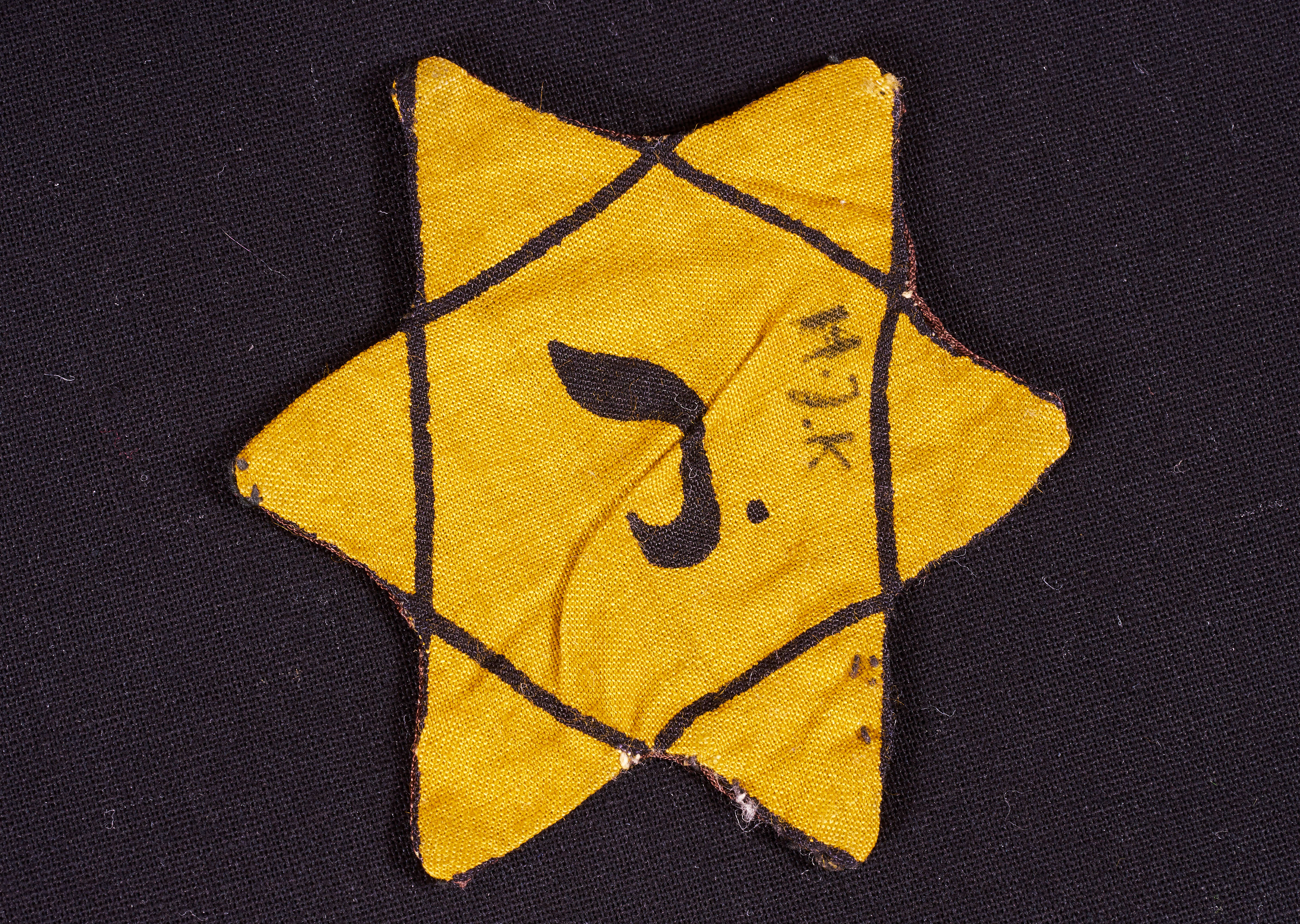
La versione belga della stella di David obbligatoria dal 1942.

Il 14 aprile 1941, dopo aver visto il film di propaganda tedesco L'ebreo errante (in tedesco: Der Ewige Jude), i paramilitari fiamminghi del Volksverwering, del VNV e delle Algemeene-SS Vlaanderen fomentarono un pogrom nella città di Anversa. La folla, armata di sbarre di ferro, attaccò e incendiò due sinagoghe della città buttando in strada i rotoli della Torah, e prese di mira la casa del rabbino capo Marcus Rottenburg. La polizia e i vigili del fuoco furono allertati ma le autorità tedesche vietarono loro di intervenire.
Come nel resto dell'Europa occupata, fu imposto l'obbligo di usare la stella di David dal 27 maggio 1942. La versione belga raffigurò una lettera nera "J" (per Juif in francese e Jood in olandese) al centro della stella, il simbolo doveva essere esposto in modo ben visibile sugli indumenti in pubblico, pena dure sanzioni nel caso non lo si facesse. Il decreto suscitò l'indignazione pubblica in Belgio. Le autorità civili belghe a Bruxelles e Liegi si rifiutarono di distribuire il distintivo facendo guadagnare tempo utile a molti ebrei per nascondersi.
Le autorità tedesche ad Anversa tentarono di imporre l'uso dei distintivi già nel 1940, ma tale scelta fu abbandonata quando i cittadini non ebrei protestarono e indossarono essi stessi i distintivi.

### 1942-1944: deportazione e sterminio

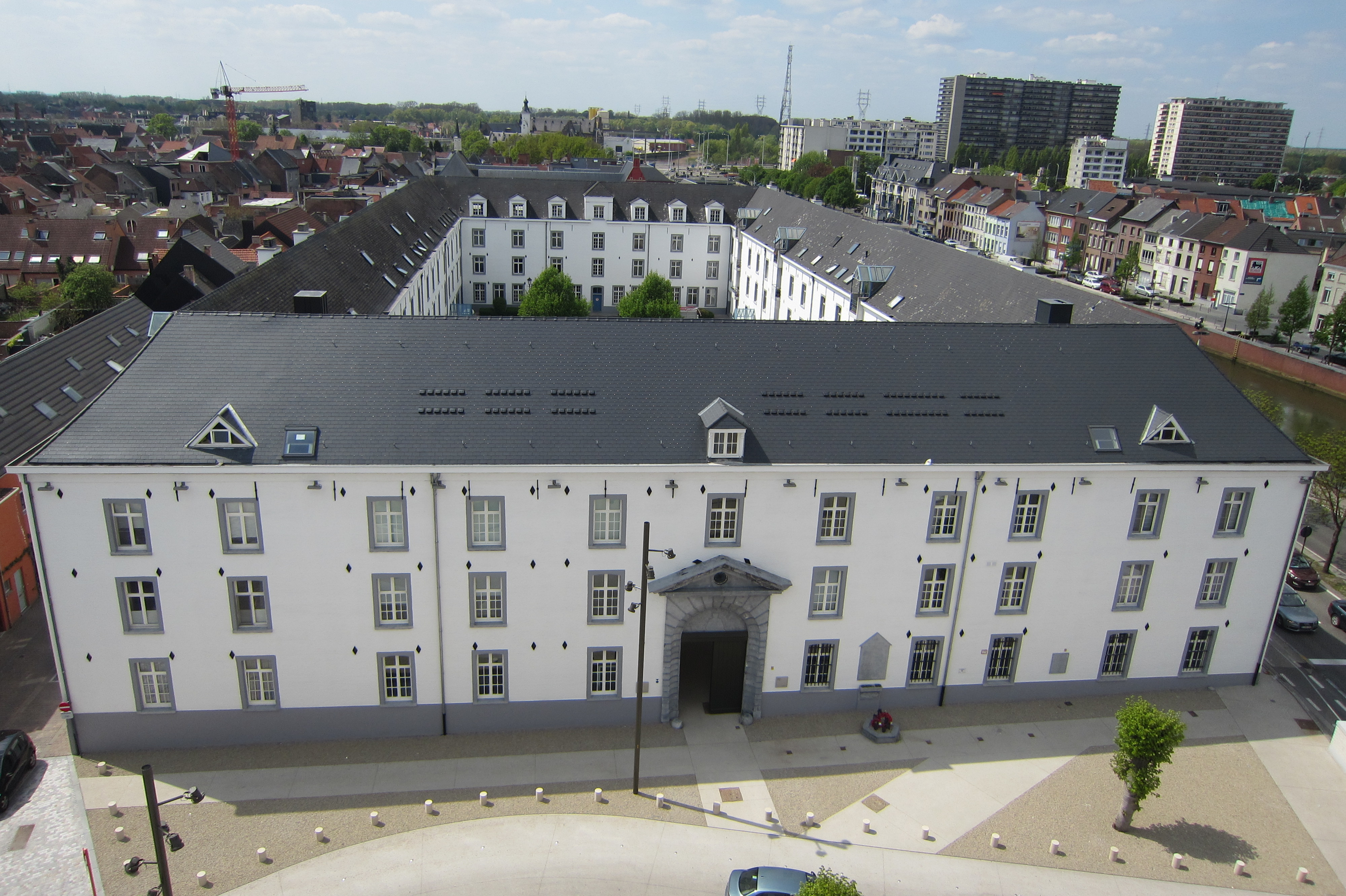
La caserma Dossin a Mechelen, ospitò il campo di transito durante l'occupazione.

Dall'agosto 1942, i tedeschi iniziarono a deportare gli ebrei usando come pretesto il "reclutamento per lavoro" (Arbeitseinsatz) nelle fabbriche tedesche. Temendo i rastrellamenti, già iniziati da fine luglio, circa la metà degli ebrei si autodenunciò presentandosi alle autorità tedesche. Più tardi durante la guerra, i tedeschi fecero sempre più affidamento sulla polizia per arrestare o radunare forzatamente gli ebrei.
Il primo convoglio dal Belgio trasportò gli ebrei apolidi il 4 agosto 1942, dal campo di transito di Mechelen verso Auschwitz. Ad esso presto seguirono altri convogli destinati ai campi di sterminio nell'Europa orientale. 
Tra l'ottobre 1942 e il gennaio 1943 le deportazioni furono temporaneamente sospese. A quella data erano state deportate 16.600 persone su 17 convogli ferroviari. Tra i deportati di questa prima ondata non vi erano stati cittadini belgi, grazie all'intervento della regina Elisabetta presso le autorità tedesche. Nel 1943 ripresero le deportazioni verso i campi di sterminio, ma quasi 2.250 ebrei belgi erano già stati deportati per essere impiegati ai lavori forzati da parte dell'Organizzazione Todt per la costruzione del Vallo Atlantico nel nord della Francia.
In settembre, le unità armate del Devisenschutzkommando (DSK) fecero irruzione nelle abitazioni degli ebrei per sequestrare gli oggetti di valore mentre gli occupanti si stavano preparando per presentarsi nel campo di transito; nello stesso mese, vennero deportati per la prima volta ebrei con cittadinanza belga. Le unità DSK fecero affidamento sulla rete di informatori ricompensati con una cifra variabile tra i 100 e i 200 franchi belgi per ogni persona consegnata.
Dopo la guerra, il collaboratore Felix Lauterborn dichiarò durante il processo a suo carico che l'80% degli arresti ad Anversa fu frutto delle informazioni provenienti dagli informatori. In totale, nel 1943 furono deportati 6.000 ebrei, ed altri 2.700 nel 1944. I trasporti furono interrotti solo dal peggiorare della situazione bellica prima della liberazione alleata.
Le percentuali di ebrei deportati variarono molto in base al luogo. Fu più alto ad Anversa (67% di deportati) mentre fu inferiore a Bruxelles (37%), Liegi (35%) e Charleroi (42%). La destinazione principale dei convogli fu Auschwitz, mentre in numero minore furono destinati a Buchenwald e Ravensbrück, nonché al campo di concentramento di Vittel in Francia.
Complessivamente furono 25.437 i deportati ebrei dal Belgio, di cui solo 1.207 sopravvissero. Tra questi, nel 1944, ci fu l'artista surrealista Felix Nussbaum.

## Collaborazione belga nell'Olocausto

### Collaborazione politica

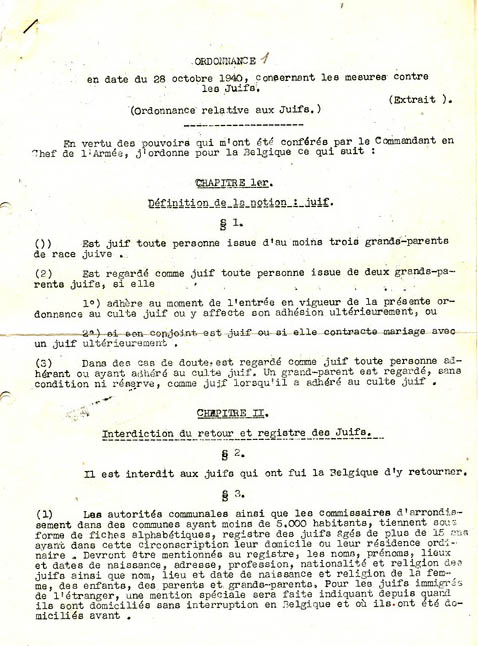
Circolare interna del servizio civile che delineò le leggi anti-ebraiche dell'ottobre 1940.

Un certo sostegno alle autorità tedesche nella persecuzione degli ebrei belgi fu fornito da alcuni membri dei gruppi politici collaborazionisti, o per palese sentimento antisemita o per desiderio di dimostrare la loro lealtà alle autorità tedesche. Le deportazioni furono incoraggiate dal VNV e dall'Algemeene-SS Vlaanderen nelle Fiandre ed entrambi, come il Rex, pubblicarono degli articoli a carattere antisemita sui propri giornali di partito.
L'associazione nota come "La difesa del popolo" (Défense du Peuple / Volksverwering) fu creata appositamente per riunire gli antisemiti belgi e per fornire assistenza nelle deportazioni. Durante le prime fasi dell'occupazione, fecero una campagna politica per avere delle leggi anti-ebraiche più dure.

### Collaborazione amministrativa
Le autorità di occupazione tedesche sfruttarono le infrastrutture dello stato prebellico, incluse l'amministrazione civile belga, la polizia e la gendarmeria. Ad esse era stato ufficialmente proibito dai loro superiori di assistere le autorità tedesche in qualcosa di diverso dalla normale tutela dell'ordine pubblico. Tuttavia, ci furono numerosi casi in cui i singoli poliziotti o le sezioni locali collaborarono all'arresto degli ebrei, in violazione degli ordini.
Ad Anversa, le autorità belghe facilitarono la coscrizione degli ebrei per i lavori forzati in Francia nel 1941 e aiutarono nel rastrellamento degli ebrei nell'agosto 1942 dopo che SiPo e SD minacciarono di imprigionare i funzionari locali nel Forte Breendonk. Nel resto del paese i tedeschi usarono la coercizione per costringere la polizia belga a intervenire, e a Bruxelles almeno tre agenti di polizia disobbedirono agli ordini e aiutarono ad arrestare gli ebrei. La storica Insa Meinen sostenne che circa un quinto degli ebrei arrestati in Belgio furono arrestati dai poliziotti belgi, ma il generale rifiuto da parte della polizia belga di collaborare all'Olocausto è stato citato come uno dei motivi del tasso di sopravvivenza relativamente alto degli ebrei belgi.

## L'opposizione belga alla persecuzione degli ebrei
La resistenza belga alla persecuzione antiebraica si cristallizzò tra agosto e settembre 1942, in seguito all'approvazione della legislazione sull'uso di distintivi gialli e con l'inizio delle deportazioni. Quando iniziarono le deportazioni, i partigiani ebrei distrussero i registri compilati dall'AJB. La prima organizzazione nata specificamente per nascondere gli ebrei, il Comité de Défense des Juifs (CDJ-JVD), fu costituita nell'estate del 1942.
Il CDJ, un'organizzazione politicamente di sinistra, si stima abbia salvato fino a 4.000 bambini e 10.000 adulti trovando dei nascondigli sicuri. Inoltre distribuiva due giornali clandestini in lingua yiddish, Unzer Wort (in yiddish: אונזער-ווארט; "La nostra Parola", con una posizione orientata al sionismo socialista) e Unzer Kamf (in yiddish: אונזער קאמף, "La nostra lotta", con un orientamento comunista). Il CDJ fu solo uno delle dozzine di gruppi di resistenza organizzata che fornirono supporto agli ebrei nascosti. Altri gruppi e singoli membri della resistenza furono responsabili della ricerca dei nascondigli e della fornitura di cibo oltre che dei documenti falsi. Molti ebrei in clandestinità si unirono ai gruppi della Resistenza belga: i gruppi provenienti dagli ambienti di sinistra, come il Front de l'Indépendance (FI-OF), furono particolarmente apprezzati dagli ebrei belgi. I Partisans Armés (PA), di ispirazione comunista, diedero vita ad una sezione ebraica particolarmente ampia a Bruxelles.
La Resistenza fu responsabile dell'assassinio di Robert Holzinger, a capo del programma di deportazione, nel 1942. Holzinger, un attivo collaborazionista, era un ebreo austriaco scelto dai tedeschi. L'assassinio portò a un cambio di leadership dell'AJB. Cinque leader ebrei, compreso il capo dell'AJB, furono arrestati e internati a Breendonk, ma furono rilasciati dopo il clamore causato dall'arresto. Un sesto fu deportato direttamente ad Auschwitz.
La resistenza belga era insolitamente ben informata sul destino degli ebrei deportati. Nell'agosto 1942 (due mesi dopo l'inizio delle deportazioni belghe), il quotidiano clandestino De Vrijschutter riferì che "[gli ebrei deportati] vengono uccisi in gruppi con il gas, e altri vengono uccisi a colpi di mitragliatrice".
All'inizio del 1943, il Front de l'Indépendance inviò Victor Martin, un economista, professore presso l'Università Cattolica di Lovanio, per raccogliere le informazioni sul destino degli ebrei belgi deportati utilizzando come copertura il suo incarico di ricerca presso l'Università di Colonia. Martin visitò Auschwitz e fu testimone dei crematori, fu arrestato dai tedeschi, fuggì e poté riferire le sue scoperte al CDJ nel maggio 1943.

### Attacco al trasporto n° 20

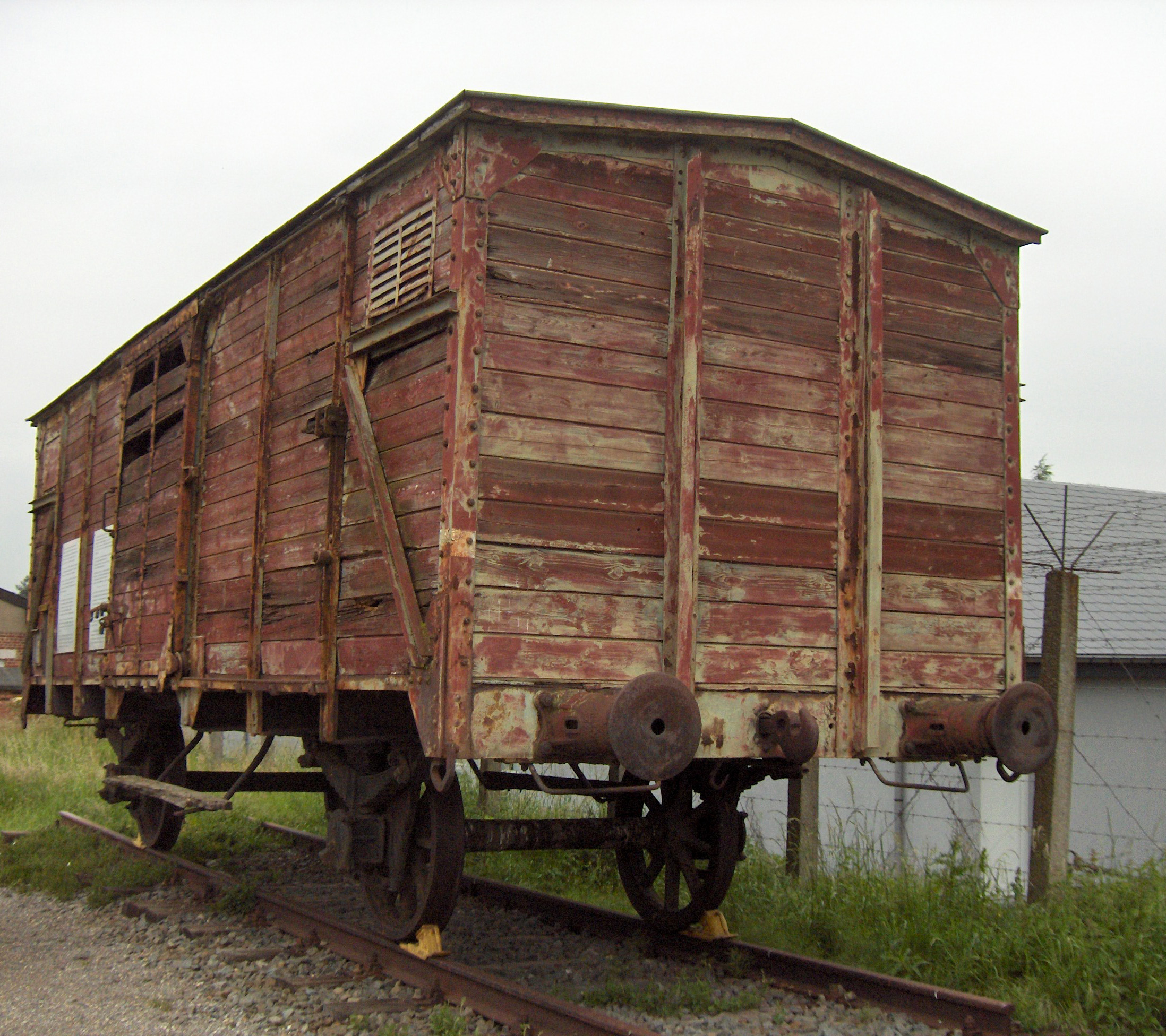
Un carro bestiame utilizzato per il trasporto degli ebrei belgi nei campi dell'Europa orientale conservato a Fort Breendonk. Le aperture furono ricoperte di filo spinato.

L'azione più nota della Resistenza belga durante l'Olocausto fu l'attacco al convoglio ferroviario n° 20 diretto ad Auschwitz. La sera del 19 aprile 1943, tre membri della resistenza mal armati attaccarono il convoglio ferroviario mentre passava vicino a Haacht nel Brabante fiammingo. Il treno, contenente oltre 1.600 ebrei, era sorvegliato da 16 tedeschi della SiPo e del SD. I partigiani usarono una lanterna ricoperta di carta rossa (usata come segnale di pericolo) per fermare il treno e liberarono 17 prigionieri dal carro prima che di essere scoperti dai tedeschi. Altri 200 riuscirono a fuggire saltando dal treno durante il viaggio, aiutati dal conducente belga del treno che mantenne deliberatamente una bassa velocità per consentire loro di scappare. Tutti e tre i membri della resistenza responsabili dell'attacco saranno arrestati prima della fine dell'occupazione: Youra Livchitz verrà giustiziato, Jean Franklemon e Robert Maistriau verranno deportati nei campi di concentramento e sopravvissero alla guerra.
L'attacco al trasporto n° 20 fu l'unico attacco a un treno dell'Olocausto dal Belgio durante la guerra, nonché l'unico trasporto dal Belgio durante il quale avvenne una fuga di massa.

### Resistenza passiva
Il trattamento riservato agli ebrei portò a una crescente resistenza dell'opinione pubblica belga. Nel giugno 1942, il rappresentante del ministero degli Esteri tedesco a Bruxelles, Werner von Bargen, si lamentò che i belgi non mostrassero una "comprensione sufficiente" della politica razziale nazista.
Il quotidiano clandestino belga La Libre Belgique invitò i cittadini belgi a compiere dei piccoli gesti per mostrare il loro disgusto nei confronti della politica razziale nazista. Nell'agosto 1942, il giornale chiese ai belgi di "Salutare [gli ebrei] di passaggio! Offri loro il tuo posto sul tram! Protesta contro le misure barbare che vengono loro applicate. Questo farà infuriare i Boches!"
La discriminazione contro gli ebrei fu condannata anche da molte figure di alto profilo del paese occupato. Già nell'ottobre 1940, l'anziano cardinale Jozef-Ernest van Roey condannò la politica tedesca e in particolare le leggi del 1942. Egli inoltre mise a disposizione molte risorse della Chiesa per nascondere gli ebrei, ma le altre autorità ecclesiastiche, temendo la repressione nazista, gli impedirono di condannare pubblicamente il trattamento riservato agli ebrei. I tentativi tedeschi di coinvolgere le autorità belghe e il governo locale iniziarono a suscitare proteste fin dal 1942.
Il Comitato dei Segretari generali, un gruppo di alti funzionari belgi incaricati di attuare le richieste tedesche, rifiutò fin dall'inizio di far rispettare la legislazione antiebraica. Nel giugno 1942, una conferenza dei 19 sindaci della regione della Regione di Bruxelles Capitale rifiutò di consentire ai suoi funzionari di distribuire i distintivi gialli agli ebrei nei loro distretti. Con grande rischio personale, i sindaci, guidati da Joseph Van De Meulebroeck, il 5 giugno inviarono una lettera di protesta alle autorità tedesche contro il decreto: il rifiuto del Consiglio di Bruxelles prima, e poi della città di Liegi, di distribuire i distintivi, permise a molti ebrei di nascondersi prima dell'inizio delle deportazioni.
Nello stesso anno, i membri dell'AJB si incontrarono con la regina Elisabetta di Baviera per chiedere il suo sostegno contro le deportazioni. Essa fece appello al governatore militare del Belgio, il generale Alexander von Falkenhausen, che inviò Eggert Reeder, suo vice e capo degli aspetti non militari dell'amministrazione, a Berlino per chiarire la politica con il Reichsführer-SS Heinrich Himmler. L'ufficio Reichssicherheitshauptamt (RSHA) fece delle concessioni a Elisabeth: agli ebrei con cittadinanza belga fu concessa l'esenzione dalla deportazione e alle famiglie ebree fu concesso di rimanere unite. In seguito alle proteste belghe, il RSHA accettò anche di non deportare gli uomini ebrei di età superiore ai 65 anni e le donne di età superiore ai 60 anni, poiché ritenuti troppo anziani per essere impiegati ai lavori forzati.

## Eredità e memoria

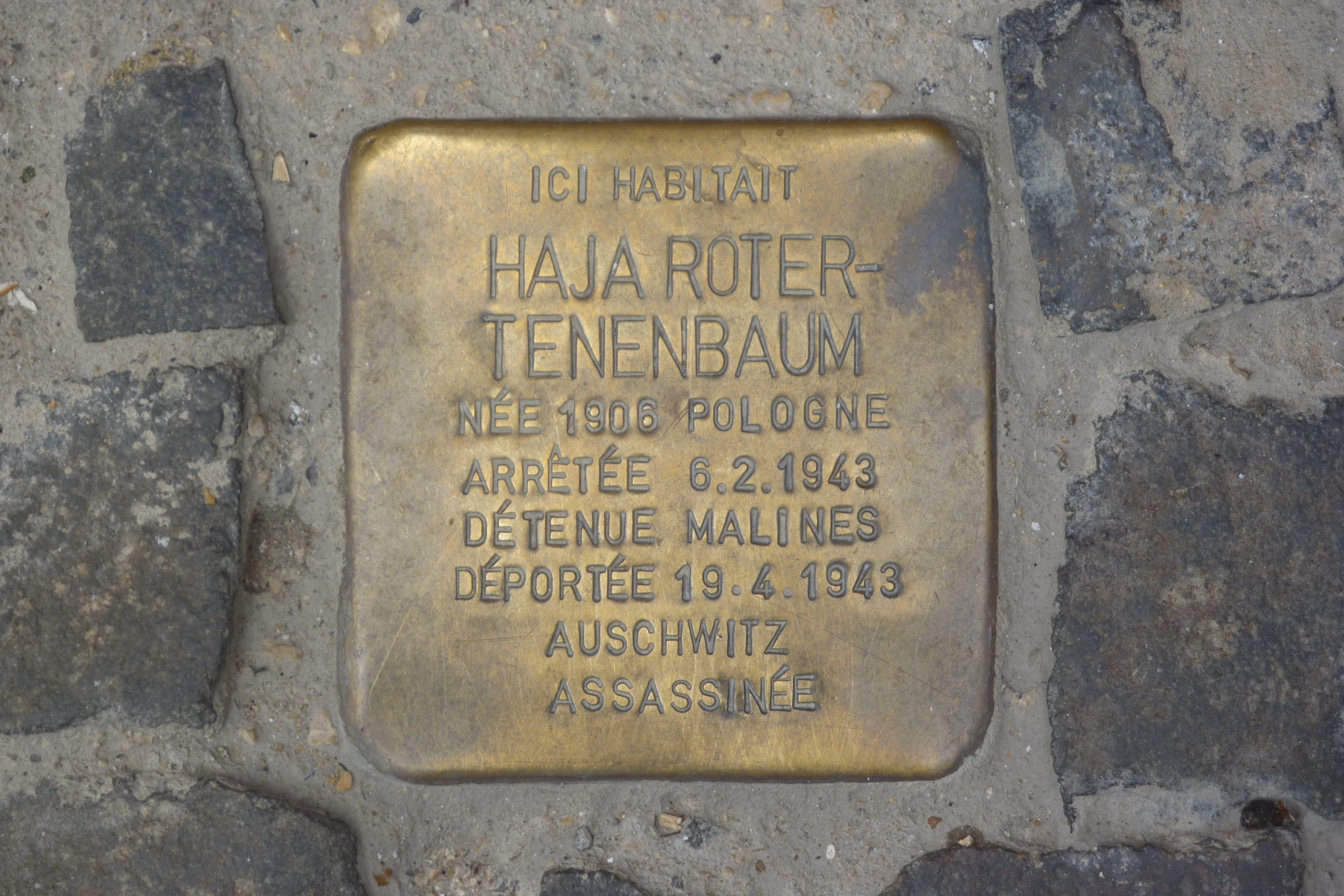
Stolperstein di una vittima dell'Olocausto a Schaerbeek, Bruxelles

Nel dopoguerra, l'emigrazione in Israele ridusse ulteriormente la popolazione ebraica in Belgio, stimata nel 2011 tra le 30.000 e le 40.000 persone. La popolazione è ancora concentrata a Bruxelles e Anversa, ma dal 1945 si sono sviluppate nuove comunità più piccole (come quelle di Gand, Knokke, Waterloo e Arlon).
Tra i sopravvissuti più noti ci sono François Englert, Premio Nobel per la Fisica nel 2013, e Paul Lévy, noto giornalista (convertito al cristianesimo) a cui si deve anche il disegno della bandiera europea.
Dall'approvazione della legge sulla negazione dell'Olocausto nel 1995, in Belgio è illegale negare o tentare di giustificare l'Olocausto. L'atto seguì la legge contro il razzismo, approvata nel 1981, che aveva portato all'istituzione del Centro per le pari opportunità e per l'opposizione al razzismo, che si occupa dei fenomeni legati al razzismo e all'antisemitismo in Belgio, oltre ad aiutare le vittime della discriminazione. Le caserme Breendonk e Dossin (nel sito dell'ex campo di transito di Mechelen) sono attualmente mantenute come musei dell'Olocausto e della repressione tedesca in Belgio.
Nel 2004, il Senato belga ha incaricato il Centro per la ricerca storica e la documentazione sulla guerra e la società contemporanea (Cegesoma) di produrre un rapporto storico definitivo sul collaborazionismo belga nell'Olocausto. Il rapporto intitolato "La Belgique Docile/Gewillig België" fu pubblicato nel 2007 suscitando un notevole interesse in Belgio e all'estero. I risultati del rapporto furono controversi e sottolinearono la misura in cui la polizia e le autorità belghe avevano collaborato per la deportazione degli ebrei.
Al 2013 1.612 belgi hanno ricevuto l'onorificenza di Giusti tra le nazioni dallo Stato di Israele per aver rischiato la propria vita nel salvare gli ebrei dalla persecuzione durante l'occupazione. I parenti delle vittime chiesero un risarcimento alla compagnia ferroviaria statale SNCB dopo il successo di altre azioni simili in Francia e nei Paesi Bassi. Tra il 1942 e il 1943, SCNB infatti mise a disposizione 28 convogli per il trasporto dei prigionieri dal campo di transito di Mechelen ad Auschwitz. Il direttore della compagnia all'epoca era Narcisse Rulot, che disse:"Porto tutto ciò che viene, non guardo cosa c'è nelle carrozze chiuse". Si ritiene che questo suo atteggiamento apatico e il suo compiacimento permissivo abbiano contribuito alla sofferenza e alla morte di migliaia di persone. Nonostante la società si sia scusata, le famiglie delle vittime continuano a insistere per un risarcimento.